# Gieboldehausen
Gieboldehausen é um município da Alemanha, situado no distrito de Göttingen do estado de Baixa Saxônia (Niedersachsen). Gieboldehausen é a sede da associação municipal de Samtgemeinde Gieboldehausen.